# Henry Moon
Henry Moon, noto anche come Henry More Smith, Henry Frederick More Smith o con lo pseudonimo di William Newman (Brighton, 1785 circa – Canada, 1835 circa), è stato un criminale, illusionista, marionettista, chiaroveggente, ipnotista ed escapologo canadese.
Pur essendo sconosciute le date di nascita e di morte, si sa che ha trascorso una parte della sua vita in Nuovo Brunswick, Canada, dove divenne celebre per la sua attività di prestigiatore escapologo: il suo spettacolo prevedeva l'evasione da catene, manette, gogne e persino collari in ferro fatti su misura.
Il suo vero nome è incerto, in quanto fece spesso uso di pseudonimi, cambiandoli con frequenza: durante la prigionia, sostenne che il suo vero nome fosse Henry Moon.

## L'inizio della carriera criminale

### Biografia
Di probabile origine inglese, Moon dichiarava di essere nato e cresciuto a Brighton, da una famiglia di mercanti borghesi: non ci sono documenti ufficiali, per cui tutto ciò che si sa sulle sue origini risale a quando dichiarato a più riprese da Moon stesso, il quale però una volta, ad una domanda su dove fosse nato, rispose ridendo e indicando la luna (moon in inglese).
In gioventù avrebbe studiato a Cambridge per poi intraprendere la carriera religiosa, facendo il predicatore metodista. Si sa dai resoconti delle sue detenzioni che era di statura media, dal fisico atletico e slanciato; padroneggiava oltre alla lingua inglese anche un eccellente francese e aveva doti interpretative non comuni. Era in grado di tirare di scherma, cantare e ballare.
Di carattere variabile, ma spesso gioviale e brillante, fu un buon intrattenitore, che sapeva convincere le sue vittime sembrando innocuo pur non provando rimorso per coloro ai quali sottraeva beni e denaro.

### Frederick Henry More, sarto
Moon sarebbe dunque arrivato in Nuova Scozia intorno al 1812, stabilendosi a Rawdon, prendendo il nome di Frederick Henry More e inizialmente prestando servizio presso un proprietario terriero locale di nome James Bond. Dopo circa un anno, Moon/Smith fuggì con la figlia del padrone, stabilendosi a Windsor, Nuova Scozia, dove intraprese l'attività di sarto ambulante, acquisendo fama di artigiano abile e rapido.
In questo periodo, Smith visse in maniera agiata, ed era noto per fare frequenti viaggi ad Halifax, a 90 miglia di distanza, in cui trascorreva la notte fuori città per poi tornare con carichi di mercanzia. Non passò molto prima che qualcuno collegasse l'arrivo del sarto ambulante ad Halifax e le ondate di furti a danno dei negozi locali: la sua attività illecita venne infine scoperta quando un cliente di Smith in viaggio ad Halifax venne accusato di indossare un abito rubato poche settimane prima proprio in quella città.

### Henry More Smith, ladro

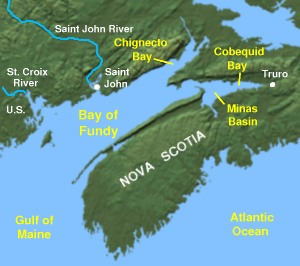
Nella mappa: Nuova Scozia e Nuovo Brunswick, con indicati Saint John e Truro

Con un mandato di arresto sulla propria testa, Smith fuggì dalla Nuova Scozia, stabilendosi a Saint John, Nuovo Brunswick, dove divenne noto col nome di Henry More Smith. Costruì una rete di amicizie con i soldati del 99º reggimento di stanza in città, e visse di commercio.
Il 24 luglio 1814 Smith venne arrestato e imprigionato a Kingston, Nuovo Brunswick, accusato di abigeato per un furto di un cavallo. La rivendicazione era sostenuta da un uomo di nome Knox: di fronte alle pressanti accuse e alle testimonianze, a nulla valse la pretesa di Smith di aver acquistato regolarmente l'animale da un certo James Churnan.
Smith in realtà era pienamente colpevole: aveva promesso al Colonnello Daniels del Reggimento un cavallo nero, per accoppiarlo ad uno di medesimo colore attaccato al calesse del gentiluomo.
Dopo aver lasciato il proprio cavallo a garanzia, e aver ricevuto 15 sterline di acconto, Smith aveva intenzione di rubare un cavallo in città e cavalcare fino nel Cumberland: lì avrebbe rivenduto il cavallo per non meno di 40 sterline, e rubato un cavallo nero, con cui tornare a Saint John. Infine avrebbe consegnato il nuovo cavallo nero al colonnello, ricevendo altre 35 sterline e il proprio animale.
Il piano non andò in porto: Smith non riuscì a rubare un animale adatto, e fu costretto a camminare, sella in spalla, per quasi cinquanta chilometri prima di trovare un cavallo: stremato dalla camminata, si concesse qualche ora di riposo, ma quando poi alla mattina ripartì col cavallo rubato fu avvistato e riconosciuto.
Il proprietario del cavallo, il signor Knox per l'appunto, inseguì Smith in compagnia dello sceriffo locale: dopo averlo inseguito fino a Truro e raggiunto, lo riportarono indietro per consegnarlo al carcere di Kings County. Durante il viaggio di ritorno, furono costretti a frequenti soste, per restituire altri beni trafugati da Smith durante la sua camminata. Smith tentò più volte la fuga, senza successo.

## La prigionia a Kingston

### Henry More Smith, prigioniero
Smith si dichiarò povero e completamente innocente: ottenne dallo sceriffo Walter Bates di poter vendere un po' dei propri beni personali, conservati a Saint John, per pagarsi un avvocato; la vendita gli fece raccogliere una discreta somma, e va ricordato che buona parte dei beni venduti erano essi stessi rubati.
In carcere, il suo comportamento fu ineccepibile: passava le giornate sostenendo civilmente la propria innocenza, leggendo la Bibbia e pregando.
Gradualmente, iniziò a simulare una grave malattia: disse di essere stato colpito con un calcio dallo stesso Knox, mostrando lividi al torace e sputando sangue, tremando di freddo e febbre.
L'interpretazione fu così convincente che i medici ritennero avesse ancora poche settimane di vita: Smith suscitò la commozione del pubblico, intenerito dalla figura del "povero giovane ingiustamente incarcerato". Ricevette dalle donne della città dei pasti speciali e un letto di piume su cui morire.
Ormai, il 24 settembre 1814, tutti sapevano che Smith sarebbe morto a breve: lui lasciò i soldi avanzati dalla vendita al suo guardiano, e diede ordine di donare, dopo la morte, i propri vestiti al figlio del guardiano.

### Henry More Smith, fuggitivo
Smith si dileguò dalla cella durante una notte, approfittando del fatto che il figlio guardiano e un prete erano distratti mentre stavano riscaldando una pietra per alleviare i suoi presunti dolori di schiena. Smith riuscì a portare con sé i soldi e i propri averi.
Quando le guardie riferirono allo sceriffo Bates che "Smith se n'era andato", Bates fraintese, chiedendo l'ora della morte.
Bates, umiliato dall'ardita fuga, fu inizialmente accusato di complicità, e per riabilitare la propria immagine pubblica lanciò una spietata caccia all'uomo in tutta la regione, spingendosi fino alla Nuova Scozia. Smith intanto aveva trascorso la notte a poche miglia di distanza e prima di andarsene dalla città svaligiò un'altra casa.
Solo tre giorni dopo arrivarono in città gli ufficiali incaricati di giudicarlo: dopo essere rimasti in attesa di una nuova cattura per quattro giorni, incolparono Bates di negligenza. Intanto Smith continuava a compiere furti: tra questi, si appropriò del secondo cavallo del signor Knox.
Dopo l'evasione, trascorse un periodo di latitanza tra Gageville, Maugerville e Fredericton, cosa che non gli impedì di compiere imprese azzardate e sfrontate. Probabilmente il suo obiettivo era di passare il confine nei pressi di Woodstock.
In più di una occasione, quando oramai le ricerche stavano portando alla sua cattura, riuscì a sfuggire agli uomini raggruppati in posse unendosi di nascosto ad essi.
Venne infine catturato a pochi chilometri dalla frontiera statunitense: rimandato a Fredericton, venne riportato al carcere di Kingston. Durante il viaggio, Smith fuggì, nonostante fosse incatenato, sorvegliato da due guardie e dalla vittima di uno dei suoi furti.
Bates, ricevuta la notizia della nuova fuga, riprese le ricerche: Smith venne avvistato il 26 ottobre 1814 nei pressi di Fredericton, quando ormai tutti pensavano avesse sconfinato definitivamente negli Stati Uniti. Sulla sua testa pendeva una taglia e una certa condanna a morte: ciò nonostante, Smith dormiva in un fienile a poca distanza dalla città e continuava a compiere piccoli furti nei dintorni, spacciandosi per gentiluomo e rapinando locande e chiunque gli desse ospitalità.
Smith ritornò all'attenzione delle cronache quando svaligiò la casa del Procuratore Generale, rubando cappotti e vestiario mentre nella casa stessa il procuratore teneva una festa.
Fu ricatturato solo perché il proprietario del fienile, Jack Paterson, lo vide rientrare di nascosto e chiese aiuto per sorprendere lo sconosciuto. Una volta scoperto chi fosse realmente, venne prontamente riconsegnato allo sceriffo Bates.

### Henry More Smith, escapologo
Quando infine venne ricatturato e rimesso in carcere in attesa di processo, venne ammanettato ai polsi, al colle e alle gambe per impedire altre fughe: tramite un complesso gioco di muscoli, Smith riuscì a piegare e spezzare la barra da un pollice e mezzo in ferro che gli bloccava il collo.
La cella era un rettangolo di sei metri per cinque, con tre pareti in pietra da quasi un metro e una quarta in legno spesso quasi trenta centimetri: una sola finestra dava sull'esterno, con due griglie di barre di ferro e un vetro.
Successivamente, Smith tentò più volte la fuga: dopo soli dodici giorni di prigionia, venne scoperto mentre si era liberato dalle catene e aveva quasi completato il taglio delle sbarre della cella. Un'ispezione trovò un piccolo seghetto nascosto nella cella: Smith in un primo interrogatorio aveva consegnato ai guardiani un rudimentale coltello seghettato, costruito apposta per non far scoprire quello più piccolo ed efficace.
Per punizione per le sue evasioni fu incatenato nuovamente, con ferri più pesanti, ma la mattina dopo venne nuovamente trovato libero, mentre si lamentava del fatto che era costretto a portare oggetti così pesanti e scomodi. Una ispezione accurata della cella scoprì un minuscolo seghetto realizzato creando intaccature in una molla a spirale da orologio. Questo tentativo spinse Bates a far murare quasi completamente la finestra della cella, cosa che fece perdere a Smith ogni contegno: il suo comportamento peggiorò, divenne aggressivo e rumoroso e si temette stesse impazzendo.
Smith fu nuovamente trovato libero dalle catene in seguito, questa volta però le catene erano spezzate, e non tagliate. Lo sceriffo Walter Bates e il guardiano James Reid non riuscirono mai a scoprire come aveva fatto il prigioniero a spezzare la pesante catena di ferro, e si convinsero di avere a che fare con un mago. Bates tenne un resoconto scritto delle imprese di Smith in carcere, che poi pubblicò col titolo The Mysterious Stranger.
(Dal resoconto dello sceriffo Bates, 16 novembre)
Dopo l'ennesima tentata fuga, il 16 novembre 1814 le catene vennero sostituite con nuove catene da cavallo prima e poi da bue, inchiodate al pavimento e lunghe solo due metri: Smith ruppe anche queste.

### Henry Moon, marionettista
Nel 1815, poco prima dell'inizio del processo e dopo mesi di isolamento, Smith arrivò alla follia, probabilmente simulata. Affermò di chiamarsi in realtà Henry Moon: anche in tribunale, si comportò in modo assurdo e spensierato. Il piano non riuscì, e venne condannato a morte. Il procuratore richiese però di rimandare la condanna, per poter osservare meglio l'uomo, forse incerto sull'effettiva colpevolezza.
Le fughe e la follia di Moon sicuramente contribuirono al verdetto negativo: il suo avvocato non riuscì ad annullare il processo per un cavillo burocratico (il secondo nome di Knox era stato scritto erroneamente, Willis al posto di Wills), ma riuscì facilmente a sostenere che durante l'arresto Moon/More/Smith si era comportato da gentiluomo, apparendo onestamente stupito e non aveva avuto obiezioni nel mostrare il cavallo agli accusatori.
Riportato in cella, in attesa dell'esecuzione, Moon si comportava ormai apertamente in modo delirante, trascorrendo i giorni in un sonno agitato o intrecciando paglia, e passando la notte a urlare e fare rumori insopportabili, che portarono uno dei guardiani all'esaurimento. Continuò a rompere o aprire di frequente i congegni con cui lo sceriffo Bates lo incatenava, finché lo stesso sceriffo scrisse:
(Estratto dal resoconto dello sceriffo Bates)
Già a partire dall'aprile 1814 Moon passò parte del proprio tempo costruendo con paglia, stracci e legnetti dei pupazzi, con cui arrivò a costruire un vero e proprio spettacolo: dieci marionette che danzavano e suonavano il tamburello mentre Smith fischiava una canzone. Per colorare le marionette, usò il suo stesso sangue. I pupazzi includevano Napoleone e un gentiluomo irlandese: lo sceriffo Bates si disse impressionato dal realismo dei pupazzi e dei loro movimenti, e delle persone arrivarono dai dintorni per vedere lo spettacolo. Moon richiese un biglietto per assistere all'opera.
Bates tenne il procuratore informato sulle attività di Moon: in una lettera descrisse con accuratezza quella che Moon stesso chiamava la sua "famiglia di pupazzi":
(Lettera di Bates al procuratore generale, luglio 1815)

### Henry Moon, la leggenda
Nei mesi che Smith passò in carcere in attesa dell'esecuzione, si sparsero voci meravigliose sul suo conto, fatte circolare o sostenute da Smith stesso: che fosse immune al freddo, che potesse creare fuoco dal nulla (questa voce supportata dal fatto che più volte aveva acceso fuochi nella sua cella), che fosse in grado di prevedere il futuro e leggerlo nei fondi di te. Nella piccola cittadina si sparse la voce di suoi legami con il diavolo stesso.
Una leggenda, quasi sicuramente postuma, vuole che avesse previsto con precisione il giorno e l'ora dell'arrivo della documentazione concernente la propria grazia. Bates, impressionato, avrebbe atteso il giorno successivo per liberare il prigioniero, così da non concedergli soddisfazione.
Un altro mito popolare racconta di come Moon avesse fatto in una occasione misteriosamente scomparire il ceppo che portava al collo, che restituì in segreto solo il giorno dopo quando Bates gli concesse di non indossare più il ceppo e le manette.
Si racconta che in un'altra occasione venne trovata nella sua cella una donna, entrata misteriosamente nonostante le nuove sbarre di ferro alla finestra e il pesante lucchetto alla porta. La "donna" era in realtà un pupazzo, al buio molto somigliante, realizzato con paglia, stracci e pezzi dell'abbeveratoio in legno della cella.

### Henry Moon, uomo libero
Su consiglio del procuratore di Kingston, La Corte Suprema del Nuovo Brunswick, impressionata dalle sue abilità e influenzata dall'opinione pubblica (attratta ed affascinata dalle splendide marionette), gli concesse salva la vita a patto che si allontanasse dal Nuovo Brunswick senza indugio e senza mai farvi ritorno.
Dopo poco più di un anno dal suo arresto, Moon lasciò il carcere. Fu accompagnato al confine con la Nuova Scozia da Bates, che lo ospitò per la notte in attesa del traghetto del giorno successivo. Dopo aver abbandonato le sue marionette, aver ripreso un aspetto elegante e normale, e aver compiuto alcuni piccoli furti, Moon si diresse verso gli USA, dato che in Nuova Scozia ancora esisteva un mandato di cattura per le sue imprese di gioventù.

## Dopo la grazia

### William Newman, vagabondo
Arrivato oltreconfine, Smith si creò lo pseudonimo di William Newman e si recò in Connecticut.
Secondo il libro scritto dallo sceriffo Bates, Smith venne avvistato per un certo tempo a Newgate, presso Simsbury, nel 1816.
Smith in Connecticut godette però solo di pochi mesi di libertà: venne nuovamente arrestato nel 1817 a New Haven, con l'accusa di essere entrato furtivamente nella camera da letto di una giovane donna e di averle rubato un orecchino nel sonno.
Condannato a tre anni di carcere duro, fu detenuto in una miniera di rame in disuso, dove riuscì a ottenere l'esenzione dai lavori forzati simulando convulsioni epilettiche. Smith passava il tempo in carcere costruendo piccoli oggetti: coltellini, anelli, scacciapensieri e orologi. Uno di questi, un coltello con un orologio funzionante nel manico, fu regalato da Smith stesso al guardiano responsabile della sua detenzione.
Nei vent'anni che trascorse negli Stati Uniti scontò altri brevi periodi di carcere.
Visse per qualche tempo vagabondando tra il Connecticut e lo Stato di New York, cambiando identità e vivendo di furti. Per motivi ignoti, ritornò in Canada, presentandosi al fratello dello sceriffo Walter Bates con una lettera attribuita allo sceriffo stesso: il documento era illeggibile, scritto in caratteri irriconoscibili (vennero considerati stranieri dai riceventi), e risultò scritto da Smith stesso. Portò una seconda lettera del genere anche ad un certo Capitano Brant.
Tornato negli Stati Uniti, si spostò nel sud, riprendendo l'attività di predicatore religioso. Smith assunse il nome di Henry Hopkins e riuscì a raccogliere molti seguaci.
Nel febbraio 1835 era di nuovo in attività nel nord quando fu catturato per una rapina fallita al servizio postale, nella parte settentrionale dello Stato di New York.
Fuggito dalle forze dell'ordine, si rifugiò in Canada, dove venne nuovamente catturato il 4 agosto 1835 per aver rapinato un negozio.
Non vi sono testimonianze successive all'arresto per rapina, per cui è probabile che Smith sia morto poco successivamente all'arresto.

### La fama postuma
Smith non ebbe notorietà, per quanto locale, solo mentre era in vita. Col tempo nuove leggende si aggiunsero ai resoconti, più o meno affidabili, delle sue fughe. Smith si trasformò in un personaggio leggendario, parte del folklore locale del Nuovo Brunswick. Una di queste leggende voleva che Smith fosse riuscito a fuggire dal carcere e avesse depistato gli inseguitori inchiodando i ferri del cavallo all'incontrario.
Indubbiamente la sua celebrità è dovuta al fatto che non si conoscono atti di violenza a lui attribuiti, ma solo imprese coraggiose, avventate o astute.
Vari oggetti correlati alle sue imprese, insieme ad alcune delle catene spezzate e all'intera cella dove fu detenuto originariamente alla prigione di Kingston, sono oggi esposte al Kings County Museum di Hampton, Nuovo Brunswick.
Moon è stato soprannominato The Lunar Rogue dalla storica canadese Barbara Lucas Grantmyre nella sua opera omonima.